# Mutex Union
Mutex Union est une union de mutuelles adhérentes à la Fédération Nationale de la Mutualité Française (FNMF).

## Présentation
L'Union nationale de prévoyance de la Mutualité française (UNPMF) a été créée en juin 2002 à la suite de la mise en œuvre de l'application des Directives européennes à la Mutualité. Son objectif est de proposer à ses adhérents individuels et collectifs des solutions en Prévoyance, Épargne et Retraite, en complément des garanties Santé proposées par les mutuelles.
En 2011, avec la création de Mutex, les principales mutuelles interprofessionnelles veulent affirmer la volonté du mouvement mutualiste interprofessionnel de disposer d’une offre répondant aux attentes des négociateurs de branches et des grandes entreprises. Elles se sont dotées d’un outil mutualisé de référence, d’analyse et de lobbying unique.
La volonté de développer le positionnement dans le champ du collectif, conduit à se doter d’outils visant à associer les partenaires sociaux aux travaux et au pilotage des régimes de protection sociale, qu’ils créent, par la négociation.
En ce sens, un dispositif global est proposé associant à différents niveaux, les confédérations syndicales de salariés et d’employeurs, les fédérations syndicales de salariés et fédérations patronales, les syndicats d’entreprises et les DRH.
Afin de présenter, aux partenaires sociaux, des propositions et de les rendre lisibles, il a été décidé, lors de l’Assemblée générale de l’UNPMF du 19 juin 2013, une harmonisation de la dénomination, raison pour laquelle, l’UNPMF est devenue Mutex Union.
Mutex Union, qui rassemble les mutuelles membres de Mutex, associe désormais les partenaires sociaux de niveau national interprofessionnel et devient lieu d’échanges, de propositions voire de définitions d’orientations générales entre Mutuelles et Partenaires sociaux. Au sein du Conseil d’Administration de Mutex Union, est créé une représentation des confédérations (salariés et employeurs).